# Miles de Gloucester, I conte di Hereford
Miles de Gloucester, anche Milo o Milone, I conte di Hereford (... – 24 dicembre 1143), è stato un nobile inglese, sceriffo del Gloucestershire, Gran Connestabile d'Inghilterra e conte di Hereford.
Fu uno dei principali capi militari dell'anarchia inglese come seguace dell'imperatrice Matilde.

## Biografia
Era figlio di Walter de Pitres, castellano di Gloucester e sceriffo del Gloucestershire. Il padre era un favorito di re Enrico I d'Inghilterra, di cui era connestabile.
Erede principale del padre, sposò nel 1121 la ricca ereditiera Sibyl de Neufmarché e attorno al 1128-29 ereditò le cariche paterne dopo la morte o il ritiro in monastero del genitore. Come sceriffo di Hereford, era uno dei principali feudatari delle marche al confine col Galles, e si occupava per questo di difendere la frontiera inglese dalle incursioni gallesi. Con l'ascesa di Stefano d'Inghilterra e l'inizio dell'anarchia inglese, il nuovo monarca cercò di garantirsi il sostegno del potente sceriffo, che lo ospitò a Gloucester nel 1138.
Tuttavia l'anno successivo Miles tradì il sovrano e passò dalla parte del suo feudatario Robert di Gloucester, schierato con Matilde l'Imperatrice. Ospitò la pretendente al trono inglese a Gloucester nel 1139, e in cambio ricevette alcune concessioni territoriali. Divenne quindi uno dei principali capi militari della fazione dei Plantageneti, attaccando e saccheggiando Worcester e numerose altre località controllate da Stefano. Nel 1141 combatté nella vittoriosa battaglia di Lincoln ed entrò trionfalmente a Winchester assieme a Matilde, per poi occupare Londra.
Tuttavia in breve tempo Stefano riprese il sopravvento e Miles e Matilde fuggirono a Gloucester. L'Imperatrice, grata per la fedeltà dello sceriffo, lo nominò nello stesso 1141 conte di Hereford, titolo inesistente da molti decenni. Uno dei vassalli più fedeli di Matilde, nel corso degli anni successivi si rovinò finanziariamente per sostenerla, e tentò di estorcere denaro al vescovo di Hereford Robert de Bethune, invadendo le sue terre al suo rifiuto e venendo per questo scomunicato.
Poco dopo, mentre il conte di Hereford partecipava ad una battuta di caccia durante la Vigilia di Natale 1143, una freccia lo colpì accidentalmente, uccidendolo sul colpo. Il suo corpo venne quindi conteso tra i monaci di Llanthony e quelli di Gloucester, che desideravano entrambi avere l'onore della sua illustre sepoltura. Il figlio Roger, risentito per la scomunica del padre, continuò il conflitto col vescovo di Hereford.

## Discendenza
Dalla moglie Sibyl de Neufmarché ebbe otto figli:
- Margherita, sposa del cavaliere Humphrey III de Bohun e progenitrice della famiglia Bohun, che poi ereditò la contea di Hereford all'estinzione della dinastia principale;
- Roger, conte di Hereford;
- Walter;
- Henry;
- Mahel, ostaggio del conte Robert di Gloucester come pegno della fedeltà del padre verso Matilde;[2]
- William;
- Berta;
- Lucy.